# Gradska općina Ljubljana
Gradska općina Ljubljana (slo.: Mestna občina Ljubljana) je općina u središnjoj Sloveniji u pokrajini Gorenjskoj i statističkoj regiji Središnja Slovenija. Središte općine je grad Ljubljana.

## Zemljopis
Općina Ljubljana nalazi se u središnjem dijelu države. Općina je smještena u Srednjeslovenskoj kotlini, koju stvara rijeka Sava. Općina je pretežno ravničarska, pogotovo u savskom dijelu na sjeveru i istoku. Na jugoistoku i sjeverozapadu nalaze se brda, koja se međusobno približavaju na mjestu grada Ljubljane - Rožnik na sjeverozapadu grada i Grajski grič na jugoistoku.
U općini vlada umjereno kontinentalna klima. Najveći vodotok u općini je rijeka Sava, ali je za grad značajniji rijeka Ljubljanica, koja protiče kroz središte Ljubljane. Manji vodotoci su pritoci ove dvije rijeke. Na krajnjem jugozapadu nalazi se Ljubljansko barje.

## Naselja u općini
Besnica, Brezje pri Lipoglavu, Dolgo Brdo, Dvor, Češnjica, Črna vas, Gabrje pri Jančah, Janče, Javor, Lipe, Ljubljana, Mali Lipoglav, Mali Vrh pri Prežganju, Malo Trebeljevo, Medno, Pance, Podgrad, Podlipoglav, Podmolnik, Prežganje, Ravno Brdo, Rašica, Repče, Sadinja vas, Selo pri Pancah, Spodnje Gameljne, Srednje Gameljne, Stanežiče, Šentpavel, Toško Čelo, Tuji Grm, Veliki Lipoglav, Veliko Trebeljevo, Vnajnarje, Volavlje, Vrhovci, Zagradišče, Zalog, Zgornja Besnica, Zgornje Gameljne

## Gradske četvrti
Bežigrad, Center, Črnuče, 
Dravlje, Golovec, 
Jarše, Moste, 
Polje, Posavje, 
Rožnik, Rudnik, 
Sostro, Šentvid, 
Šiška, Šmarna gora, 
Trnovo i Vič.

## Vanjske poveznice
- Službena stranica općine